# Berestyn
Berestyn (en ukrainien : Берестин) est une ville de l’oblast de Kharkiv, en Ukraine, et le centre administratif du raïon de Krasnohrad. Sa population s’élevait à 18 543 habitants en 2023.

## Géographie

### Situation
La ville est située sur un plateau, qui s'incline vers la vallée de la Berestova (en ukrainien : Берестова), qui arrose la ville. La rivière Berestova est un affluent de la rivière Oril, en rive gauche du fleuve Dniepr. Elle se trouve à 25 km à l'est de Karlivka, dans l'oblast de Poltava, à 88 km au sud-ouest de Kharkiv et à 373 km au sud-est de Kiev.

### Climat
Le climat est modérément continental. La température moyenne en janvier est −7,2 °C, en juillet 20,8 °C. Le maximum absolu est 37 °C, le minimum −35 °C. Les précipitations annuelles moyennes sont de 536 mm.

## Histoire

### Origine
Une forteresse connue sous le nom de Bilevska (1731-1733) est fondée sur le site qui deviendra une ville.
En 1784 la forteresse est rebaptisée Kostantinograd (Константиногра́д) et en 1797 elle reçoit le statut de ville.

### XXesiècle
En 1922, elle a été rebaptisée Krasnohrad (Красногра́д), Krasnograd en russe. Les troupes allemandes entrent dans la ville le 20 septembre 1941 (dans le cadre de l'opération Barbarossa). Les unités soviétiques atteignent temporairement la ville à la mi-mai 1942 (c'est la pointe occidentale de leur avancée lors de la seconde bataille de Kharkov). Fin juin 1942, tous les juifs survivants sont exécutés à quelques kilomètres au sud. L'armée soviétique chasse finalement les Allemands le 18 septembre 1943 (lors de la course au Dniepr). 

### XXIesiècle
En 2024, elle a été rebaptisée Berestyn.

## Population
Recensements (*) ou estimations de la population :
| 1897* | 1923*  | 1926*  | 1939*  |
| ----- | ------ | ------ | ------ |
| 6 455 | 11 409 | 12 708 | 16 499 |

| 1959*  | 1970*  | 1979*  | 1989*  |
| ------ | ------ | ------ | ------ |
| 15 419 | 18 386 | 23 374 | 26 878 |

| 2001*  | 2011   | 2012   | 2013   |
| ------ | ------ | ------ | ------ |
| 22 670 | 21 430 | 21 352 | 21 332 |

## Économie
Les principales branches de l'économie sont le gaz, l'industrie légère (filature), les produits alimentaire (viande, produits céréaliers, beurre, légumes), bois (meubles), ainsi que les matériaux de construction.
Krasnohrad se trouve sur la route Moscou – Simferopol. Elle est reliée par le chemin de fer à Dnipro, Kharkiv et Poltava.

### Personnalités liées
- Porfyryi Martynovytch, peintre ukrainien,
- Mykhaïlo Mudryk, joueur de football ukrainien.